# Alexei Borissowitsch Ljubimow

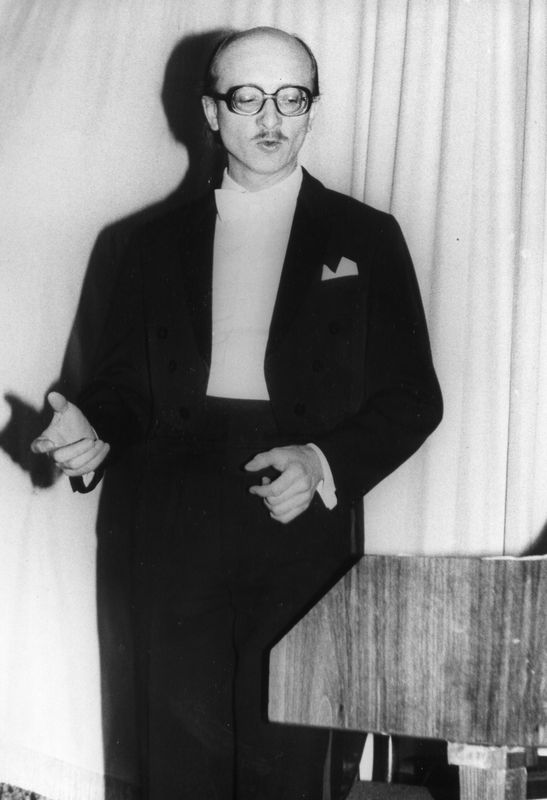
Alexei Borissowitsch Ljubimow, 1984

Alexei Borissowitsch Ljubimow (russisch Алексей Борисович Любимов; * 16. September 1944 in Moskau) ist ein russischer Pianist, Interpret, Cembalo- und Klavierlehrer.

## Leben
Alexei Ljubimow begann 1963 das Klavierstudium am Konservatorium seiner Heimatstadt Moskau, in der Klasse von Heinrich Neuhaus. Später unterrichtete er selbst an dem Konservatorium.
Drei Jahre zuvor hatte Ljubimow einen gesamtrussischen Klavierwettbewerb sowie Preise bei internationalen Wettbewerben in Rio de Janeiro und Montreal gewonnen. Ljubimow wurde 1968 bekannt, als er in Moskau Werke von John Cage und Terry Riley zur russischen Premiere brachte. Damit zog er auch die Aufmerksamkeit von Seiten der ideologischen Führung des Sowjetstaates auf sich, man bemühte sich, die Karriere des Pianisten auszubremsen. Erst 1987 konnte der Virtuose wieder internationale Konzertreisen unternehmen. Alexei Ljubimow wurde in den Jahren 1968 bis 1975 zum Interpreten von Uraufführungen russischer Komponisten wie Alfred Schnittke, Sofia Gubaidulina und Walentyn Sylwestrow, nahm aber auch Arnold Schönberg, Anton von Webern, Pierre Boulez, Karlheinz Stockhausen und György Ligeti in sein Repertoire auf. 1988 gründete er im Zeichen des Glasnost das Moskauer Avantgarde-Festival „Alternativa“.
Neben dem Engagement für die Moderne beschäftigte Ljubimow sich ab Mitte der 1970er Jahre auch mit der Interpretation alter Musik auf Originalinstrumenten. 1976 gründete er das Moskauer Barock-Quartett und gemeinsam mit Tatjana Gryndenko die Moskauer Kammerakademie. Für Erato spielte er die gesammelten Klaviersonaten Mozarts auf einem Hammerklavier aus der Zeit des Komponisten ein. Diese Aufnahmen etablierten ihn als Mozart-Experten.
1992 trat Alexei Ljubimow als Solist sowie in Kammerbesetzungen mit Andreas Staier, Heinrich Schiff oder Natalja Gutman auf. Alexei Ljubimow lehrt in einer Meisterklasse am Mozarteum in Salzburg.

## Aufnahmen
- Alexei Ljubimow. Chopin, Bach, Mozart, Beethoven. "At Chopin’s home piano". Pleyel 1843, Hammerflügel. Label: NIFCCD
- Alexei Ljubimow. Franz Schubert. "Impromptus". Matthias Müller 1819, Joseph Schantz 1830, Hammerflügeln. Label: Zig Zag Territorois.
- Alexei Ljubimow, Yuri Martynov, Olga Martynova, Alexandra Koreneva, Elizaveta Miller, Olga Pashchenko, Alexey Zuev. Ludwig van Beethoven. "Complete piano sonatas". Hammerflügeln nach Stein, Walter, Graf, Buchholtz von Paul McNulty. Label: Moscow Conservatory Records.
- Alexei Ljubimow. Beethoven: Piano Sonatas - No. 8, Op. 13 “Pathetique”; No. 14, Op. 27, No.2 “Moonlight”; No. 21, Op. 53 “Waldstein” in C Major; No.27. John Broadwood & Son 1806, Hammerflügel. Label: Erato.
- Alexei Ljubimow, Alexei Zuev. Claude Debussy. "Preludes". Steinway 1913 und Bechstein 1925, Hammerflügeln. Label: ECM Records.
- Alexei Ljubimow and Keller Quartett. Lento — Alfred Schnittke, Dmitri Shostakovich. Label: ECM Records.
- Dennis Russel Davies, Alexei Ljubimow, Radio Symphonieorchester Wien. Valentin Silvestrov: Metamusik/Postludum. Label: ECM Records.